# Sobaka
Sobaka est une commune rurale située dans le département de Sapouy de la province du Ziro dans la région du Centre-Ouest au Burkina Faso.

## Géographie
Sobaka se trouve en bordure du parc national Kaboré-Tambi.

## Éducation et santé
La commune accueille une école primaire avec trois classes.